# رضوان (فين)
رضوان (بالفارسية: رضوان) هي قرية تقع في إيران في قسم فين الريفي. يقدر عدد سكانها بـ 4,359 نسمة .